# Estación Ingeniero Maury
Ingeniero Maury es una estación ferroviaria ubicada en el departamento Rosario de Lerma, provincia de Salta, Argentina.
En 2019 fue declarada Monumento histórico nacional.

## Servicios
Se encuentra actualmente sin operaciones de pasajeros.
Sus vías corresponden al Ramal C14 del Ferrocarril General Belgrano por donde transitan formaciones de carga de la empresa estatal Trenes Argentinos Cargas.

## Toponimia
Debe su nombre a Richard Maury, ingeniero diseñador del ramal C14. Antes de la muerte del ingeniero, llevaba el nombre de El Gólgota.